# Mimosa invisa
Mimosa invisa es una especie de arbusto en la familia de las fabáceas. Se encuentra en América.

## Distribución
Se encuentra en las Antillas, Centroamérica y Sudamérica. En Brasil se produce en Amazonia, Caatinga, Cerrado y la Mata Atlántica, distribuidas por Roraima, Amazonas, Acre, Ceará, Bahia, Goiás, Minas Gerais, São Paulo y Río de Janeiro.

## Taxonomía
Mimosa invisa fue descrita por Luigi Aloysius Colla  y publicado en Herbarium Pedemontanum 2: 255. 1834.
Etimología
Mimosa: nombre genérico derivado del griego μιμος (mimos), que significa "imitador"
invisa: epíteto latino 
Variedad
- Mimosa invisa var. macrostachya (Benth.) Barneby

Sinonimia
- Mimosa rhodostachya (Benth.) Benth.
- Schrankia rhodostachya Benth.

var. macrostachya (Benth.) Barneby
- Mimosa calistachya C. Presl
- Mimosa macrostachya (Benth.) J.F. Macbr.
- Schrankia macrostachya Benth.[4]